# Storia di un italiano (album)
Storia di un italiano è un album compilation pubblicato in allegato al settimanale TV Sorrisi e Canzoni nel 2003.
Il disco, che ha come sottotitolo Il grande cinema di Alberto Sordi con le musiche di Piero Piccioni, contiene le musiche dei film con Alberto Sordi, curate dal maestro Piero Piccioni.

## Tracce
Tra parentesi il titolo del film da cui il tema è tratto.
1. Rugido do leao - 2:37
2. You Never Told Me (Fumo di Londra) - 2:35
3. Marcia di Esculapio (Il medico della mutua) - 4:04
4. Scusi lei è favorevole o contrario? - 3:57
5. Lady ex (Prof. Dott. Guido Tersilli...) - 3:14
6. Bossa per Alberto (Amore mio aiutami) - 2:28
7. Il testimone - 5:14
8. Iron Doll (Io e Caterina) - 5:01
9. Mr. Dante Fontana (Fumo di Londra) - 3:41
10. Il tassinaro - 3:05
11. Volo di mezzanotte (Io so che tu sai che io so) - 3:26
12. Brazilian Heartache (In viaggio con papà) - 3:44
13. Amore amore amore (Un italiano in America) - 4:13
14. Confine d'Amore (Incontri proibiti) - 3:37
15. Gran valzer per Gilda (Assolto per aver commesso il fatto) - 3:54
16. Il presidente - 2:05
17. Breve amore (Fumo di Londra) - 4:36
18. Amore amore amore ("Versione Solo") - 4:32
19. Luna non sei nessuna (Amore mio aiutami) - 4:29
20. Ma 'ndo Hawaii (Polvere di stelle) - 2:05